# Буранное (Оренбургская область)
Бура́нное — село в Соль-Илецком районе Оренбургской области. Административный центр Буранного сельсовета.

## География
Расположено в 47 км на юго-запад от города Соль-Илецк, на берегах реки под названием Мечетка и озера под названием Буранное.

## История
Название населённый пункт получил в память о некоем казахе по имени Буран-Бай, кочевавшем прежде в этих краях, по другой версии своё название село получило из-за погодных особенностей.
Станица Буранная возникла в 1810 году как составная часть Новоилецкой укреплённой линии (см. Российские укреплённые линии), созданной для защиты солевозной дороги от нападения кочевников.
В 1918 году население станицы Буранной оказывало упорное сопротивление Советской власти, окончательно установленной лишь в августе 1919 года. В 1935—1959 годах Буранное было центром Буранного района.

## Население
| 2010 |
| ---- |
| 1418 |

## Достопримечательности
Храм Пресвятой Троицы (РПЦ) — является старейшим православным храмом в Соль-Илецком городском округе.

## Прославленные уроженцы
Беляков Иван Дементьевич (1920—1943) — участник Великой Отечественной войны, Герой Советского Союза (1943), кавалер орденов Ленина и Красной Звезды.